# Concinnitas
Concinnitas è un termine latino usato per indicare una particolare attenzione alla forma e all'ordine, per armonizzare elementi umani con regole naturali, matematiche, armoniche o ritmiche. In particolare indica una figura retorica, ma è stato anche utilizzato in letteratura da Cicerone e poi in architettura da Leon Battista Alberti, con diverse sfumature di significato.
In passato, nel mondo latino, aveva un'accezione diversa: da eleganza è passato a ricercatezza. Poi, è stato sviluppato nuovamente nel Rinascimento e infine nell'Umanesimo per indicare armonia.

## Retorica
In retorica, la concinnitas è uno stile elegante, caratterizzato da periodi lunghi e complessi, con molte subordinate, ma resi allo stesso tempo equilibrati e armonici, grazie alle corrispondenze simmetriche, ai parallelismi e alle coppie sinonimiche.

## Architettura
Il concetto è stato utilizzato da Leon Battista Alberti nella teoria architettonica, riprendendolo da Cicerone. Per concinnitas Alberti intende l'armonia data dal sistema di proporzioni di un progetto, caratteristica principale per raggiungere la bellezza di un edificio. Più in generale però, per la teoria estetica di Alberti la concinnitas non è una qualità riferibile alla sola architettura, ma è estesa all'intera natura, andando così oltre all'uso del termine che ne fa Cicerone.
Il termine dunque sostituisce quello di eurythmia che utilizzava Vitruvio, di derivazione ellenistica, e in parte se ne discosta. Alberti infatti, avendo presente i sistemi compositivi tardogotici, riteneva che le proporzioni generali di un'opera architettonica non fossero determinate esclusivamente da moduli come nell'architettura classica. Allo stesso tempo il teorico genovese con il concetto di concinnitas incentra il giudizio di qualità di un'architettura sull'idea stessa che ispira l'opera, a prescindere dai materiali utilizzati.